# 水野悠希
水野 悠希（みずの ゆき、1976年〈昭和51年〉8月5日 - ）は、フリーアナウンサーである。北海道文化放送及び岩手朝日テレビの元アナウンサー。夫は放送作家のはしもとこうじ。学位は修士（政策学）。

## 略歴・人物
北海道留萌市出身（留萌市→上川郡東川町→登別市→恵庭市→北広島市）。北海道千歳高等学校、北海学園大学法学部を卒業した。1年の就職浪人を経て2000年4月、岩手朝日テレビ（IAT）にアナウンサーとして入社した。2002年7月31日に退社し、同年8月北海道文化放送（UHB）へ移籍した。
趣味はバレエ、映画、ふるさと東川町のPR。好きなテレビ番組は『ロンドンハーツ』、好きな芸能人は新庄剛志。血液型B型。身長161cm。
2005年 - 2006年に開催された『ゴリエ杯ダンス選手権』に同僚の遠藤麗奈、鈴木亜希子や女性レポーターと結成したダンスチーム「UHB☆ともだっち・でたがり〜ず」で出場したが、1回戦で敗退しチームは解散した。
2012年5月11日、自らが担当する『U型テレビ』で、5月5日に結婚したことを発表した。
2014年9月末をもって12年間アナウンサーとして務めてきたUHBを退社することを発表した。
2015年、活動拠点を東京に移し生島企画室（現在のFIRST AGENT）所属のフリーアナウンサーとなる。2019年、法政大学大学院政策創造研究科修士課程を修了した。修士論文では東川町の活性化要因をテーマとした。

## 出演番組
- トップの発想 The Interview（不定期）
- はやドキ!（2015年4月1日 - 2018年3月27日、TBSテレビ） - ナレーター、2015年9月まで水・木曜日担当、2015年10月より月・火曜日担当
- 満足!トレンドナビ（2015年5月 - 、BS-TBS） - キャスター
- なかい君の学スイッチ（2017年10月30日、TBSテレビ）
- もしもで考える…なるほど！なっとく塾（2020年3月22日 - 、BSフジ） - 秘書、月1回程度

### UHB時代の出演番組
- のりゆきのトークDE北海道（2004年8月2日 - 2011年3月25日） - サブキャスター
- ともだっち〜ず[6]（終了）
- ビーラック! （終了）
- わんこでしょ（終了） - ナレーター
- ススム話食探偵（終了）
- U型テレビ（2011年4月4日 - 2014年3月28日） - メインキャスター
- U型ライブEXPRESS（2014年3月31日 - 2014年9月26日） - メインキャスター

### IAT時代の担当番組
- ゆいチャンネル[1]
- 八波一起のTVイーハトーブ - 3代目岩手担当アナウンサー
- IATスーパーJチャンネル 活金情報局 - キャスター

## その他
- 東川町観光大使
- 「とことん!トーク」（連載エッセイ、2008年6月北海道新聞金曜日夕刊）
- 「2002年いわて純情むすめ」認定式（2002年7月2日、岩手県産業会館） - 審査員として参加[7]
- 君の椅子フォーラム2012（2012年10月28日、東川町幼児センター） - パネルディスカッションのコーディネーター[8]
- 平成27年度“水の日”記念行事「水を考えるつどい」（2015年8月1日、国際連合大学ウ・タント国際会議場） - 司会担当[9]
- レインボーブリッジスペシャルライトアップ点灯式（2015年12月4日） - 司会担当[10]